# Mellantjärnen (Ekshärads socken, Värmland)
Mellantjärnen är en sjö i Hagfors kommun i Värmland och ingår i Göta älvs huvudavrinningsområde. Sjön har en area på 0,0955 kvadratkilometer och ligger 190,4 meter över havet.

## Delavrinningsområde
Mellantjärnen ingår i det delavrinningsområde (666282-137495) som SMHI kallar för Nedlagd mätstation. Medelhöjden är 181 meter över havet och ytan är 24,84 kvadratkilometer. Räknas de 268 avrinningsområdena uppströms in blir den ackumulerade arean 8 572,54 kvadratkilometer. Avrinningsområdets utflöde Göta älv (Röa) mynnar i havet. Avrinningsområdet består mestadels av skog (53 procent), öppen mark (12 procent) och jordbruk (14 procent). Avrinningsområdet har 1,91 kvadratkilometer vattenytor vilket ger det en sjöprocent på 7,7 procent. Bebyggelsen i området täcker en yta av 1,33 kvadratkilometer eller 5 procent av avrinningsområdet.